# Liu Shan
Liu Shan (chinesisch 劉禪 / 刘禅, Pinyin Líu Shàn, W.-G. Liu Sh'an; * 207; † 271) war der Sohn des chinesischen Kriegsherrn und späteren Kaisers Liu Bei. Er herrschte von 223 bis 263 als zweiter und letzter Kaiser der Dynastie Shu Han während der Zeit der Drei Reiche über das heutige Sichuan. Sein postumer Titel lautet Kaiser Xiaohuai (孝懷皇帝) beziehungsweise Fürst Si von Anle (安樂思公). Sein Säuglingsname lautete A Dou (阿斗).

## Leben

### Kindheit und Jugend
Im Jahr 207 wurde Liu Shan als ältester Sohn Liu Beis von seiner Konkubine Gan geboren. In Luo Guanzhongs klassischem Roman Die Geschichte der Drei Reiche wird die Legende seiner dramatischen Rettung in der Schlacht von Changban beschrieben: Im Jahr 207 begann der Kriegsherr Cao Cao, der damals das gesamte nördliche China erobert hatte, einen Feldzug gegen Liu Beis Hauptquartier in Jingzhou. Während des Rückzugs nach Süden wurde Liu Bei bei der Brücke von Changban von Cao Caos Kavallerie eingeholt und war gezwungen, Frau Gan und Liu Shan zurückzulassen, um fliehen zu können. Der General Zhao Yun blieb zum Schutz der Familie zurück. Mit dem Säugling Liu Shan in seinem Arm brachte er Mutter und Kind in Sicherheit.
Nachdem Liu Bei sich 221 zum Kaiser von Shu Han ausgerufen hatte, wurde Liu Shan formell zum Kronprinzen ernannt. Im Jahr darauf verließ Liu Bei seine Hauptstadt Chengdu auf einem Feldzug gegen die östlich gelegene Wu-Dynastie Sun Quan. Er wurde in der Schlacht von Yiling besiegt und starb 223 in der Stadt Baidi. Kurz vor dem Ende vertraute Liu Bei seinen Sohn dem Strategen Zhuge Liang und dem Kaiserlichen Sekretär Li Yan an. Er befahl Zhuge Liang sogar, die Herrschaft selbst zu übernehmen, wenn sich Liu Shan als ungeeignet erweisen sollte.

### Als Kaiser unter Zhuge Liangs Regentschaft

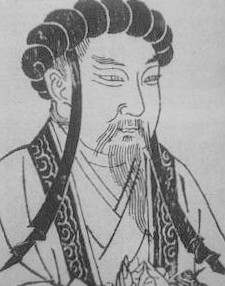
Der Regent Zhuge Liang.

Während seiner frühen Regierungsjahre handelte Liu Shan klug, indem er den höchst kompetenten Zhuge Liang mit großem Respekt behandelte und ihn mit allen wichtigen Staatsangelegenheiten betraute, da er selbst kein besonderes politisches Talent besaß. Zhuge Liang schlug seinerzeit viele vertrauenswürdige Beamte für Schlüsselpositionen vor, darunter Guo Youzhi, Fei Yi, Dong Yun und Xiang Chong. Auf Zhuge Liangs Anweisung hin ging Liu Shan auch eine Allianz mit der Wu-Dynastie ein, was beide Staaten zum Widerstand gegen die von Cao Caos Erben Cao Pi begründete Wei-Dynastie befähigte. Zhuge Liangs Regentschaft war von straffer, transparenter Verwaltung gekennzeichnet, weshalb Shu Han auch als relativ kleiner Staat Feldzüge unternehmen konnte.
Im Jahr 223 heiratete der Kaiser eine Tochter des Generals Zhang Fei; sie wurde Kaiserin Zhang die Ältere.
In den Jahren nach Liu Beis Tod erhoben sich die Barbaren (Nicht-Han-Chinesen) des Südens gegen die Herrschaft der Shu Han. Im Jahr 225 zog Zhuge Liang gegen sie aus und konnte – einerseits durch militärische Siege, andererseits durch Überzeugungsarbeit – diese Länder wieder in das Reich eingliedern. In den letzten Jahren seiner Regentschaft waren die südlichen Völker ein wichtiger Verbündeter gegen die Wei-Dynastie.
Ab 227 führte Zhuge Liang fünf Nördliche Expeditionen gegen die Wei-Dynastie, aber alle schlugen wegen schlechter Versorgung fehl, bevor die Wei-Armeen ernsthaften Schaden genommen hatten. Während eines dieser Feldzüge trat im Jahr 231 die einzige Krise in Zhuge Liangs Regentschaft auf: Als er die Truppen nicht vollständig versorgen konnte, fälschte der Kaiserliche Sekretär Li Yan ein Edikt des Kaisers Liu Shan, das Zhuge Liang den Rückzug befahl. Als Zhuge dies herausfand, zeigte er es dem Kaiser an, der den Sekretär seiner Posten enthob und unter Hausarrest stellte.
Im Jahr 234 erkrankte Zhuge Liang auf seinem letzten Feldzug gegen Wei schwer. Als der Kaiser davon erfuhr, sandte er seinen Sekretär Li Fu zu einem Besuch an die Front, um Anweisungen für wichtige Staatsgeschäfte zu erhalten. Neben anderen Dingen empfahl Zhuge, dass Jiang Wan sein Nachfolger werden, und diesem einst Fei Yi nachfolgen solle. Über die weitere Amtsfolge weigerte sich Zhuge Liang, Empfehlungen abzugeben. Kurz darauf starb er. In den Nachwirren von Zhuge Liangs Tod stritten die Generäle Wei Yan und Yang Yi, die nichts von Zhuges Entscheidungen wussten, wer von ihnen ihm im militärischen Oberbefehl nachfolgen sollte. Sie beschuldigten sich gegenseitig des Verrats und kämpften miteinander, wobei Yang Yi gewann. Zu seiner Enttäuschung aber war der Versuch, Zhuge Liang nachzufolgen, erfolglos, weil der Kaiser Zhuges Beschluss folgte und Jiang Wan als neuen Regenten einsetzte.

### Unter Jiang Wans Regentschaft

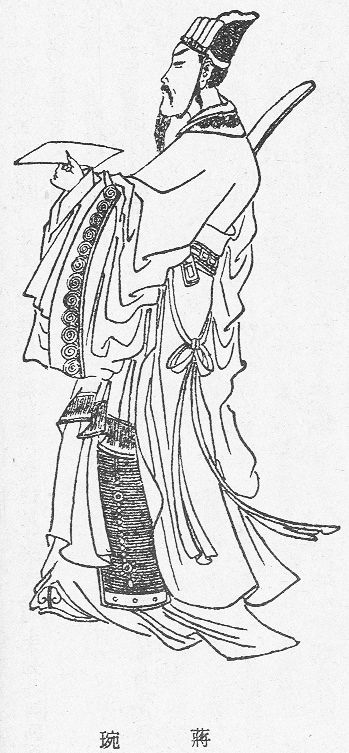
Darstellung von Jiang Wan aus der Qing-Dynastie.

Jiang Wan war ein fähiger Verwalter, und er führte Zhuge Liangs autoritäre Politik fort, so dass die Regierungsverwaltung weiterhin effizient blieb. Er war außerdem für seine Toleranz gegenüber anderen Meinungen und seine Bescheidenheit bekannt. Trotzdem fehlte ihm aber militärische Begabung, so dass er Zhuge Liangs Feldzüge gegen Wei rasch aufgab und 241 sogar die meisten Truppen aus der Grenzstadt Hanzhong abzog und in Fu stationierte. Von nun an befand sich Shu Han in einer defensiven Lage und stellte für Wei keine Bedrohung mehr dar. Dies war für viele Wu-Generäle fälschlicherweise ein Anzeichen für das Ende der Allianz und der Beginn einer Anlehnung an Wei, aber Sun Quan sah darin korrekt ein Zeichen der Schwäche Shu Hans.
Jiang Wan erkrankte 243 und übertrug seine Autorität größtenteils auf Fei Yi und dessen Assistenten Dong Yun. So führte auch Fei Yi 244 die Armee nach Hanzhong, als der Wei-Kanzler Cao Shuang dort angriff, und fügte den Wei eine bedeutende Niederlage zu. Jiang Wan behielt seinen Einfluss bis zu seinem Tod im Jahre 245. Kurz darauf starb auch Dong Yun, so dass der Eunuch Huang Hao (ein Favorit des Kaisers, dessen Macht Dong Yun stets gezügelt hatte) seine Macht erweitern konnte. Huang wurde als korrupt und manipulativ angesehen, und die effiziente Regierung Zhuge Liangs und Jiang Wans begann sich aufzulösen.

### Unter Fei Yis Regentschaft
Nach dem Tod von Jiang Wan und Dong Yun ernannte der Kaiser den fähigen General Jiang Wei zu seinem Assistenten. Sowohl Fei Yi als auch Jiang Wei waren mit militärischen Plänen beschäftigt, wohingegen sich der Kaiser immer mehr mit persönlichen Angelegenheiten beschäftigte. Zu dieser Zeit begann er auch seine Reisen durch das Reich und vermehrte den Luxus bei Hofe, was den Staatshaushalt intensiv belastete. Jiang Wei wollte Zhuge Liangs Angriffe gegen die Wei wiederaufnehmen, worin ihm Fei Yi teilweise zustimmte. Deshalb erlaubte er ihm, Raubzüge an den Grenzen zu Wei zu veranstalten, gab ihm aber nie genügend Truppen, um Wei ernsthaft zu bedrohen.
Im Jahr 253 wurde Fei Yi vom General Guo Xun ermordet, der zuvor von Wei zu Shu übergelaufen war. Nun erhielt Jiang Wei den Oberbefehl über die Streitkräfte von Shu Han, aber ein Machtvakuum bei den inneren Angelegenheiten entstand, weil Jiang Wei an der Grenze verweilte, um Feldzüge gegen Wei zu führen. Am Hof gewann Huang Hao immer mehr an Einfluss.

### Jiang Weis Halb-Regentschaft

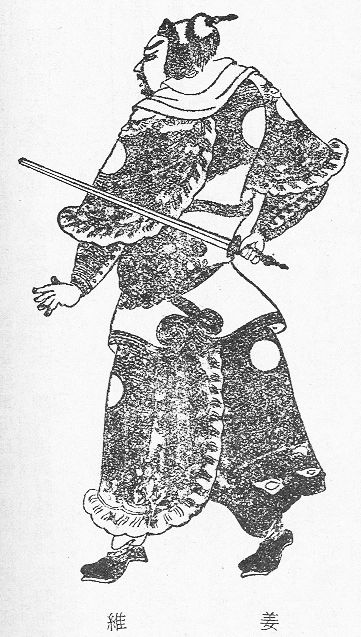
Darstellung von Jiang Wei aus der Qing-Dynastie.

Trotz seiner Ambitionen und Befugnisse konnte Jiang Wei wegen schlechter Versorgung den großen Nachbarn Wei nicht wirklich bedrohen. Seine Feldzüge schadeten eher den Shu Han, denn die Regierung war längst nicht mehr so straff wie zur Zeit Zhuge Liangs und Jiang Wans, und die Versorgung der Grenztruppen stockte.
Im Jahr 253 führte Jiang Wei einen gemeinsamen Angriff mit dem Wu-Regenten Zhuge Ke, dem ältesten Verbündeten der Shu Han, gegen das Reich Wei an. Er musste jedoch abermals wegen schlechter Versorgung aufgeben und fügte auf diese Weise auch der Wu-Dynastie eine vernichtende Niederlage bei. Die Wei-Truppen konzentrierten sich nämlich ganz auf Zhuge Kes Streitmacht, der im Kampf fiel. Dies war der zweite und letzte gemeinsame Angriff von Shu und Wu auf die Wei-Dynastie.
Immerhin konnte Jiang Wei im Jahr 255 der Wei-Armee eine bedeutende Niederlage beibringen, bei der er beinahe die wichtige Grenzstadt Didao einnahm, aber er wurde ein Jahr später bei seinem zweiten Angriff des Wei-Generals Deng Ai so vernichtend geschlagen, dass Jiang Weis Ansehen beträchtlich litt. Viele Beamte stellten Jiang Weis Strategie nun in Frage, aber der Kaiser unternahm nichts, um ihn aufzuhalten. Er gestattete Jiang Wei sogar im Jahr 259, einen waghalsigen Plan auszuführen: Jiang zog die Truppen aus allen Grenzstädten ab, um die Wei zu einem Angriff zu verleiten. Dieser Plan sollte Shu zum Verhängnis werden.
Im Jahr 261 hatte Huang Haos Macht ihren Höhepunkt erreicht. Von den Beamten konnten nur Dong Jue und Zhuge Zan, Zhuge Liangs Sohn, ihre Posten ohne Schmeichelei behalten. 262 versuchte Huang sogar, Jiang Wei durch seinen Freund Yan Yu zu ersetzen. Als Jiang davon erfuhr, wies er den Kaiser an, Huang Hao hinzurichten, aber der lehnte ab. Aus Furcht vor Vergeltungsmaßnahmen zog sich Jiang Wei nach Tazhong zurück.
Nach dem Bericht des Wu-Botschafters Xue Xu, der Shu Han im Jahr 261 im Auftrag seines Kaisers Sun Xiu besuchte, befand sich der Staat in folgendem Zustand:

„Der Kaiser ist inkompetent und erkennt seine Fehler nicht; seine Untergebenen versuchen nur, ohne Schwierigkeiten zurechtzukommen. Als ich sie besuchte, hörte ich keine ehrlichen Worte, und als ich ihr Land besichtigte, sah ich das Volk hungern. Ich habe von einer Geschichte über Schwalben und Spatzen gehört, die ihr Nest auf den Dächern von Palästen in dem Glauben bereiteten, dies sei der sicherste Platz. Dabei erkennen sie nicht, dass der Heuschober und die Tragebalken in Flammen standen und das Unheil bald kommen sollte. Dies mag ihr Ebenbild sein.“

### Zerstörung von Shu Han

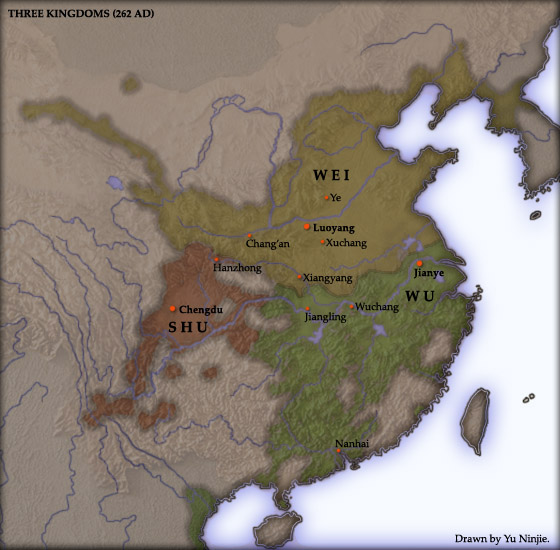
Gebiete der Drei Reiche im Jahr 262.

Sima Zhao, der Regent von Wei, entwarf im Jahr 262 einen Plan, um Shu Han endgültig zu zerstören. Als Jiang Wei Gerüchte darüber ereilten, warnte er den Kaiser vor der Musterung der Wei-Truppen unter den Generälen Zhong Hui und Deng Ai an der Grenze. Huang Hao aber verließ sich auf die Wahrsager, die einen Angriff der Wei für unwahrscheinlich erklärten, und überredete den Kaiser, nichts zu unternehmen.
Im folgenden Jahr begann Sima Zhao den Angriff, den Zhong Hui und Deng Ai anführten. Liu Shan folgte Jiang Weis altem Plan, zog die Truppen von der Grenze ab und ließ sie die Falle für Wei vorbereiten. Aber statt die Grenzstädte zu belagern, ignorierten Deng Ai und Zhong Hui sie und nahmen den Yang'an-Pass ein. Zu Anfang konnte Jiang Wei zu seinen Truppen stoßen und sie zurückrufen, aber Deng Ai führte seine Streitkräfte durch die fast unpassierbaren Berge tief ins Shu-Territorium und führte einen Überraschungsangriff auf Jiangyou. Nachdem er dort Zhuge Zan besiegt hatte, lagen keine Truppen mehr zwischen Deng Ai und der Hauptstadt Chengdu. Angesichts der aussichtslosen Lage nahm der Kaiser den Rat seines Sekretärs Qiao Zhou an und ergab sich. Während viele diesen Schritt kritisierten, beschrieb Weng Yin ihn in seinen Aufzeichnungen von Shu als einen Akt der Wohltätigkeit gegenüber dem Volk.
Im Jahr 264 startete der General Zhong Hui einen Versuch, die Macht der Sima-Familie im Reich Wei zu brechen und erhob sich mit Unterstützung von Jiang Wei, der Liu Shan erneut zum Kaiser von Shu ausrufen wollte. Nach dem kläglichen Ende von Zhong und Jiang blieb Liu Shan unverletzt, nur sein Sohn, der Kronprinz Liu Xuan, wurde in den Wirren getötet.

### Leben nach der Absetzung
Nach Zhong Huis und Jiang Weis Ende wurde Liu Shan mit seiner Sippe in die Hauptstadt Luoyang bestellt. Er wurde zum Fürsten von Anle ernannt, und seine Söhne und Enkelsöhne wurden zu Marquisen ernannt. Nach den Frühlings- und Herbst-Annalen von Han und Jin lud Sima Zhao eines Tages Liu Shan auf ein Fest, auf dem er traditionelle Tänze und Musik aus Shu aufspielen ließ. Als all dies Liu Shan unter seinen wehmütigen Beamten unbewegt ließ, fragte Sima ihn, ob er nicht sein Königreich vermisse. Liu Shan erwiderte:

「此間樂，不思蜀」

„Ich genieße das Leben hier und denke überhaupt nicht an Shu.“

Dieser Ausspruch wurde ein chinesisches Sprichwort mit der Bedeutung „zu fröhlich, um an die Heimat zu denken“, meist mit negativer Implikation. Sima Zhao sah Liu Shan als inkompetenten Narren an. Spätere Historiker halten es für ein Zeichen von Liu Shans Weisheit, Sima Zhao nicht als Bedrohung zu erscheinen.
Nach Liu Shans Tod im Jahr 271 wurde ihm der Titel Fürst Si von Anle verliehen (si = „der Tiefdenkende“).

## Nachkommenschaft
- Gemahlinnen:
  - Zhang die Ältere, Kaiserin 223; † 237
  - Zhang die Jüngere, Kaiserin 238
- Konkubinen:
  - Frau Li, † (Selbstmord) 264
  - Frau Wang
    - Liu Xuan (劉璿), 238 Kronprinz, † (ermordet) 264
    - Liu Yao (劉瑤), 238 Prinz von Anding

  - von anderen Frauen
    - Liu Cong (劉琮), 252 Prinz von Xihe; † 262
    - Liu Zan (劉瓚), 256 Prinz von Xinping
    - Liu Chen (劉諶), 259 Prinz von Beidi, † (Selbstmord) 263
    - Liu Xun (劉恂), 259 Prinz von Xinxing, 271 Fürst von Anle
    - Liu Qian (劉虔) oder Liu Qu (劉璩), 259 Prinz von Shangdang